# Cem Yıldırım
Pour les articles homonymes, voir Yıldırım (homonymie).
Cem Yalçın Yıldırım (né le 8 juillet 1961) est un mathématicien turc spécialiste de théorie analytique des nombres. Il est professeur à l'université du Bosphore à Istanbul.

## Œuvre
Yıldırım a obtenu son Ph. D. de l'université de Toronto en 1990, sur la fonction zêta de Riemann, sous la direction de John Friedlander.
En 2005, avec Daniel Goldston et János Pintz, il a démontré que pour tout réel ε > 0, il existe des nombres premiers p et p' dont la différence est inférieure à ε log p.
Formellement :
où pn désigne le ne nombre premier. Autrement dit, pour tout c > 0, il existe une infinité de couples de nombres premiers consécutifs pn et pn+1 dont la distance est inférieure au produit par c de la distance moyenne, dans cette zone, entre deux nombres premiers consécutifs, c'est-à-dire tels que pn+1 – pn < c log pn.
Goldston et Yıldırım avaient annoncé ce résultat en 2003 puis s'étaient rétractés. Pintz rejoignit l'équipe et ils achevèrent la preuve en 2005.
En fait, en supposant vraie la conjecture d'Elliott-Halberstam, ils montrèrent aussi qu'il y a une infinité de couples de nombres premiers consécutifs à distance au plus 16 l'un de l'autre, ce qui est un progrès vers la conjecture des nombres premiers jumeaux.